# Gråstjärtad brunpraktmal
Gråstjärtad brunpraktmal (Crassa tinctella) är en fjärilsart som först beskrevs av Jacob Hübner 1796.  Gråstjärtad brunpraktmal ingår i släktet Crassa, och familjen praktmalar, (Oecophoridae). Arten är reproducerande i Sverige.